# Reprezentacja Rumunii w hokeju na lodzie kobiet
Reprezentacja Rumunii w hokeju na lodzie kobiet – narodowa żeńska reprezentacja tego kraju. Należy do Dywizji Czwartej.

## Starty w Mistrzostwach Świata
- 2003 - 24. miejsce (6. miejsce w III dywizji)
- 2004 - 26. miejsce (5. miejsce w III dywizji - spadek)
- 2005 – 29. miejsce (4. miejsce w IV dywizji)
- 2007 – 29. miejsce (2. miejsce w IV dywizji)
- 2007 – 30. miejsce (3. miejsce w IV dywizji)
- 2009 – Dywizja Czwarta Odwołana
- 2011 – 29. miejsce (4. miejsce w IV dywizji)

## Starty w Igrzyskach Olimpijskie
- Rumunki nigdy nie zakwalifikowały się do Igrzysk Olimpijskich.